# Андренці
Андренці (словен. Andrenci) — поселення в общині Церквеняк, Подравський регіон, Словенія.